# Joel King
Joel Bruce King (sinh ngày 30 tháng 10 năm 2000) là một cầu thủ bóng đá chuyên nghiệp người Úc thi đấu ở vị trí hậu vệ cho câu lạc bộ OB và đội tuyển quốc gia Úc.